# Kilrane
Kilrane är en ort i republiken Irland.   Den ligger i grevskapet Loch Garman och provinsen Leinster, i den sydöstra delen av landet, 120 km söder om huvudstaden Dublin. Kilrane ligger 1 meter över havet och antalet invånare är 594.
Terrängen runt Kilrane är mycket platt. Havet är nära Kilrane åt nordost. Närmaste större samhälle är Wexford, 12,3 km nordväst om Kilrane. 